# Mała Papirusowa Turnia
Mała Papirusowa Turnia (słow. Malá čierna veža, niem. Papirustalturm III, węg. Papirusztorony III, Kis Papirusztorony) – turnia znajdująca się w grani głównej Tatr Wysokich w ich słowackiej części. Mała Papirusowa Turnia stanowi najbardziej wysuniętą na południowy zachód z trzech Papirusowych Turni leżących w grani głównej. Od Baraniej Kazalnicy w masywie Baranich Rogów na południowym zachodzie oddzielona jest głęboko wciętą Przełęczą Stolarczyka, a od Pośredniej Papirusowej Turni na północnym wschodzie oddziela ją Mała Papirusowa Przełączka.
Od strony południowo-zachodniej pod turnią znajduje się Barania Kotlina – górne piętro Doliny Dzikiej. Ściany opadające do niej są urwiste, znajduje się w nich m.in. przewieszony okap. Pod nimi biegnie Wyżnia Papirusowa Drabina – najwyższy fragment wybitnego zachodu, jakim jest Papirusowa Drabina. Pod nią z kolei położone są Zadnie Papirusowe Spady – urwisko opadające w stronę doliny. Do Czarnego Bańdziocha w górnych partiach Dolinie Czarnej Jaworowej zbiega natomiast w tym rejonie Szymkowy Żleb, ponad którym wyrasta blok szczytowy Małej Papirusowej Turni.
Na wierzchołek Małej Papirusowej Turni nie wiodą żadne znakowane szlaki turystyczne, jest dostępna jedynie dla taterników. Najdogodniejsza droga prowadzi na szczyt południowo-zachodnią granią od Przełęczy Stolarczyka. Wejście od strony Doliny Dzikiej jest częściowo nadzwyczaj trudne (V w skali UIAA).
Mała Papirusowa Turnia zwana była dawniej Południowo-Zachodnią Papirusową Turnią.

## Historia
Pierwsze wejścia turystyczne:
- Alfred Martin i Johann Franz (senior), 16 lipca 1907 r. – letnie,
- Josef Bethlenfalvy i A. Roth, 7 kwietnia 1934 r. – zimowe[2].